# Escúzar
Escúzar è un comune spagnolo di 839 abitanti situato nella provincia di Granada.